# بشار (ذمار)
بشار هي إحدى قرى الجمهورية اليمنية. تتبع جغرافيا لمحافظة ذمار وإداريًا لمديرية الحداء. يبلغ تعداد سكانها 1844 نسمة حسب الإحصاء الذي أجري عام 2004.